# 蓬莱路 (合肥)
蓬莱路，安徽省合肥市西南城区的一条主干道，得名自黄山风景区内的名胜“蓬莱三岛”。道路北起经开区境内的丹霞路，经多条东西向主干道后止于肥西县境内的深圳路。沿路有安徽消防培训基地、紫云广场、合肥八中教育集团铭传高级中学等。有将蓬莱路改建为城市快速路的计划。